# Dique Mal Paso
El Dique Mal Paso es una presa derivadora construida sobre el río Suquía en La Calera provincia de Córdoba, Argentina.
Junto al Dique San Roque, constituyen las primeras obras de Ingeniería Hidráulica de Argentina.
Es una obra de ingeniería civil hidráulica que consiste en un paredón tipo Azud, con contrafuertes y vertedero superior, construido para derivar agua a dos canales de riego en sus márgenes.

## Historia

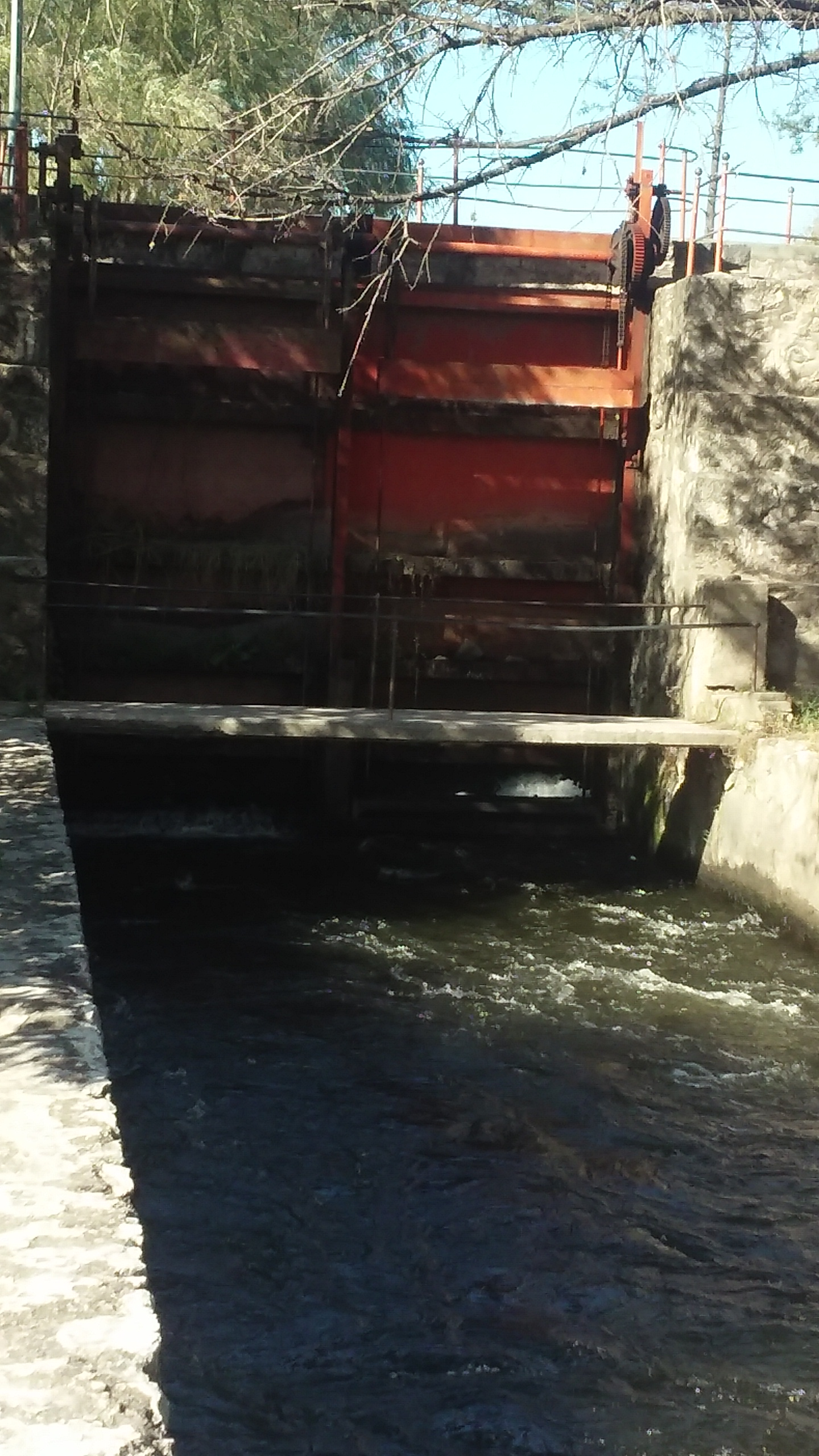
Compuerta Canal Maestro Norte

Por decreto el 10 de julio de 1883 se encomendó al Ingeniero Esteban Dumesnil, la elaboración de un proyecto que solucionara el problema del desborde del Río Primero y la provisión de aguas para la ciudad de Córdoba. Proyecto que fue presentado en marzo de 1884 junto con el Ingeniero Carlos Adolfo Casaffousth en "Memoria de Irrigación de los Altos de la ciudad"  con los planos correspondientes, que fueron avalados por el presidente Miguel Juárez Celman, donde se incluía la creación del Dique San Roque y el Dique Mal Paso para contener el agua de las lluvias y canales de riego para su distribución.
Juan Bialet Massé entre 1884 y 1886 proporcionó los materiales como la cal hidráulica producida en el horno "El Argentino", cuyo único sobreviviente es uno de los tres hornos tipo Teil que se ubican actualmente al costado de la ruta nacional RN 38.
Este horno, llegaba a producir 26 toneladas diarias. Por debajo del mismo, existía un túnel de más de 100 metros por el cual, por medio de vagonetas, la cal obtenida era transportada hacia las vías del Tren de las Sierras, el que se encargaba del traslado.
El Dique Mal Paso fue inaugurado el 8 de setiembre de 1891, por el gobernador Eleázar Garzón, el mismo día en que se inauguró el dique San Roque, pero con unas horas de diferencia.
La construcción de este dique permitió corregir algunos errores del Dique San Roque, convirtiéndose en el primer dique que se construyó en el país.

## Situación
Se encuentra situada sobre la ruta provincial U-110 (actualmente E64), a 16 km de la Ciudad de Córdoba.
Para acceder desde la ciudad de Córdoba se debe ir por el antiguo camino a Saldán, hoy avenida Ricardo Rojas hasta la localidad de Dumesnil. También se accede, desde Córdoba, por la continuación de la Avenida Colón, que es la ruta provincial E55, hasta la ciudad de La Calera y desde allí tomando la E64 con rumbo a la localidad de Dumesnil, la cual se encuentra entre la ciudad de La Calera y de Saldán.